# Ramona Mănescu
Ramona Nicole Mănescu (Constanţa, 6 de diciembre de 1972) es una política y abogada rumana. Se desempeñó como ministra de Asuntos Exteriores del Gobierno rumano entre el 24 de julio y el 4 de noviembre de 2019. Anteriormente fue miembro del Parlamento Europeo en tres legislaturas, por el Partido Nacional Liberal y miembro del Grupo del Partido Popular Europeo. Como parte de este grupo fue integrante de la Comisión de Asuntos Exteriores del Parlamento Europeo, vicepresidenta de la Delegación para las relaciones con los países del Máshrek y miembro suplente de la Comisión de Transportes y Turismo y de la Delegación para las relaciones con la península arábiga.

## Educación
Mănescu es licenciada en Derecho por la Facultad de Derecho de Universidad de Bucarest. Después de graduarse en 2006, realizó estudios de posgrado en el Instituto Diplomático Rumano del Ministerio de Asuntos Exteriores, Academia Nacional de Inteligencia, Escuela Superior de Seguridad Nacional, Universidad de Defensa Nacional - Escuela de Defensa Nacional. También tiene una maestría en "Relaciones Internacionales e Integración Europea" de la Escuela Nacional de Administración y Ciencias Políticas de Bucarest (2006).
Desde junio de 2010, es presidente de la junta directiva de la escuela rumanofinlandesa de Bucarest. Ha publicado artículos y reseñas en revistas y periódicos de la prensa nacional, como la Revista Rumana de Administración Pública Local, The Economic Tribune, Revista Euroconsultancy, The Education Tribune, Political Dial Magazine, The World. También ha publicado artículos en varias publicaciones europeas como EP Today, The Parliament Magazine y The Regional Review. Es coautora de los álbumes de fotografías: Bucarest - palacios y monumentos y Bucarest - retrato de una ciudad. 

## Carrera política
Mănescu ha sido miembro del Partido Nacional Liberal (PNL) desde 1990 hasta julio de 2017. De 1996 a 1997 fue presidenta de la Organización Nacional Juvenil Liberal del Distrito 6 de Bucarest y luego, desde 1996 hasta 2004 se incorporó al Departamento de Relaciones Exteriores del Partido Nacional Liberal. De 2001 a 2002 fue Oficial Internacional y luego fue elegida vicepresidenta de la Organización Nacional de la Juventud Liberal (TNL).
En 2003 asumió como vicepresidenta de la Federación Internacional de Juventudes Liberales (IFLRY), cargo que ocupó hasta 2005. Luego se involucró cada vez más en proyectos destinados a apoyar a los jóvenes, lo que la llevó a convertirse en vicepresidenta de la Autoridad Nacional de la Juventud, con rango de subsecretaria de Estado (2005-2007). Mănescu también ha sido consultora del programa "Conciencia de los medios: comprensión y acceso a los medios y su papel", y también coordinó el proyecto "Empoderamiento de las mujeres en la política", Polonia (2004).
En 2007 fue elegida miembro del Parlamento Europeo y como tal formó parte del grupo ALDE, donde ocupó el cargo de vicepresidenta desde 2012 hasta 2014 (Partido Alianza de los Demócratas y Liberales por Europa). Como miembro de este grupo, fue coordinadora del Comité de Desarrollo Regional y miembro de la Comisión de Empleo y Asuntos Sociales.
En las elecciones al Parlamento Europeo de junio de 2014, Mănescu fue reelegida y se convirtió en miembro del Partido Popular Europeo (grupo del Parlamento Europeo).

## Controversia
Durante su legislatura como eurodiputada, Manescu apoyó la búsqueda de diálogo con el régimen azerbaiyano , aunque expresó su preocupación sobre los derechos humanos. En 2015, tras la adopción de una resolución que criticaba la represión de los derechos humanos y la opresión de la libertad de expresión en el país por parte del Parlamento Europeo, hizo una declaración  en donde afirmaba que "La Unión Europea y Azerbaiyán deben seguir trabajando juntos, como lo reafirmó recientemente en Bruselas la visita del Presidente de Azerbaiyán Aliyev.", que fue vista por algunos como un apoyo al régimen azerbaiyano.
La actitud pro-azerbaiyana de Mănescu fue criticada por organizaciones de derechos humanos, incluida la Plataforma de Solidaridad Cívica. La ONG la incluyó en su informe de investigación sobre los políticos europeos que defienden a Azerbaiyán. Según el informe titulado “Valores europeos comprados y vendidos: una exploración del sofisticado sistema de Azerbaiyán para proyectar su influencia internacional, comprar a políticos occidentales y capturar organizaciones intergubernamentales”, en 2016, Mănescu se unió a la delegación del Partido Popular Europeo para una misión de observación del controvertido referéndum constitucional en Azerbaiyán. El informe final y la composición de la delegación no fueron publicados por el Partido Popular Europeo.